# Fumiyuki Kanda
Fumiyuki Kanda (神田 文之 Kanda Fumiyuki?), född 29 september 1977 i Yamanashi prefektur, är en japansk före detta fotbollsspelare.
Kanda började sin karriär 2000 i Ventforet Kofu. Efter Ventforet Kofu spelade han för FC Horikoshi och Matsumoto Yamaga FC. Han avslutade karriären 2005.